# Xanthocryptus temporalis
Xanthocryptus temporalis är en stekelart som först beskrevs av Szepligeti 1916.  Xanthocryptus temporalis ingår i släktet Xanthocryptus och familjen brokparasitsteklar. Inga underarter finns listade i Catalogue of Life.